# Lalaina Nomenjanahary

## Biographie
Lalaina Nomenjanahary, né le 16 janvier 1986 à Tananarive, est un footballeur international malgache. Il est actuellement l'entraîneur-adjoint des U19 du Paris FC.
Il est régulièrement surnommé Bolida à Madagascar et à La Réunion.

## Parcours

### Premiers pas et premiers titres à Madagascar et La Réunion
Dans son enfance, Lalaina Nomenjanahary ne joue au football que dans son quartier et ne se voit pas devenir footballeur plus tard. Il est repéré à l'âge de 7 ans par le club malgache de l'Ajesaia où il passe l'intégralité de sa formation, dans l'unique but d'obtenir son bac qu'il finit par décrocher.
En 2007, il fait partie de l'équipe première de l'Ajesaia qui dispute et remporte la première division nationale pour la première fois de son histoire.
En 2008, il part pour l'île de La Réunion et le club de la Saint-Pierroise avec lequel il remporte la D1 Promotionnelle, première division de l'île.

### Retour à Madagascar et transfert avorté vers Hambourg
En 2009, il revient dans son club formateur de l'Ajesaia, afin de faciliter un transfert vers l'Allemagne et le Hambourg SV, rendu possible par Franz Gerber, le sélectionneur allemand de l'équipe nationale de Madagascar à cette époque. Le transfert ne se fait finalement pas et Lalaina Nomenjanahary dispute une nouvelle saison de la première division malgache avec l'Ajesaia. Il remporte le deuxième titre de champion de Madagascar de football de l'histoire du club.
Il prend également part à la Ligue des champions de la CAF 2010 avec l'Ajesaia, où il affronte le club réunionnais de l'US Stade Tamponnaise. Lors du match aller pour le tour préliminaire, il inscrit l'unique but des siens lors de la défaite 2 buts à 1.

### La Réunion puis le Pas-de-Calais
En 2010, selon ses propres mots, il se fait à l'idée de faire une carrière sur l'île de La Réunion et s'engage avec le club de la Saint-Pauloise FC. Toutefois, seulement trois mois après son arrivée, il est convaincu par Hervé Arsène, qu'il a côtoyé lorsqu'il dirigeait l'équipe nationale malgache entre 2007 et 2008 et qui a été autorisé en 2010 par le RC Lens à épauler le sélectionneur de l'époque, Jean-Paul Rabier, de rejoindre la France et le CS Avion. Le club amateur de l'agglomération de Lens évolue alors en CFA et partage le centre de formation de la Gaillette du RC Lens, club où ont joué Hervé Arsène et Jean-Paul Rabier.
Dans le Pas-de-Calais à partir de juillet 2010, son adaptation est difficile à cause de la solitude et du froid,. Peu après le début de la saison, il se blesse au ménisque, ce qui retarde un peu encore son adaptation et ne lui permet de jouer que 10 matches avec le club avionnais.

### La révélation au RC Lens

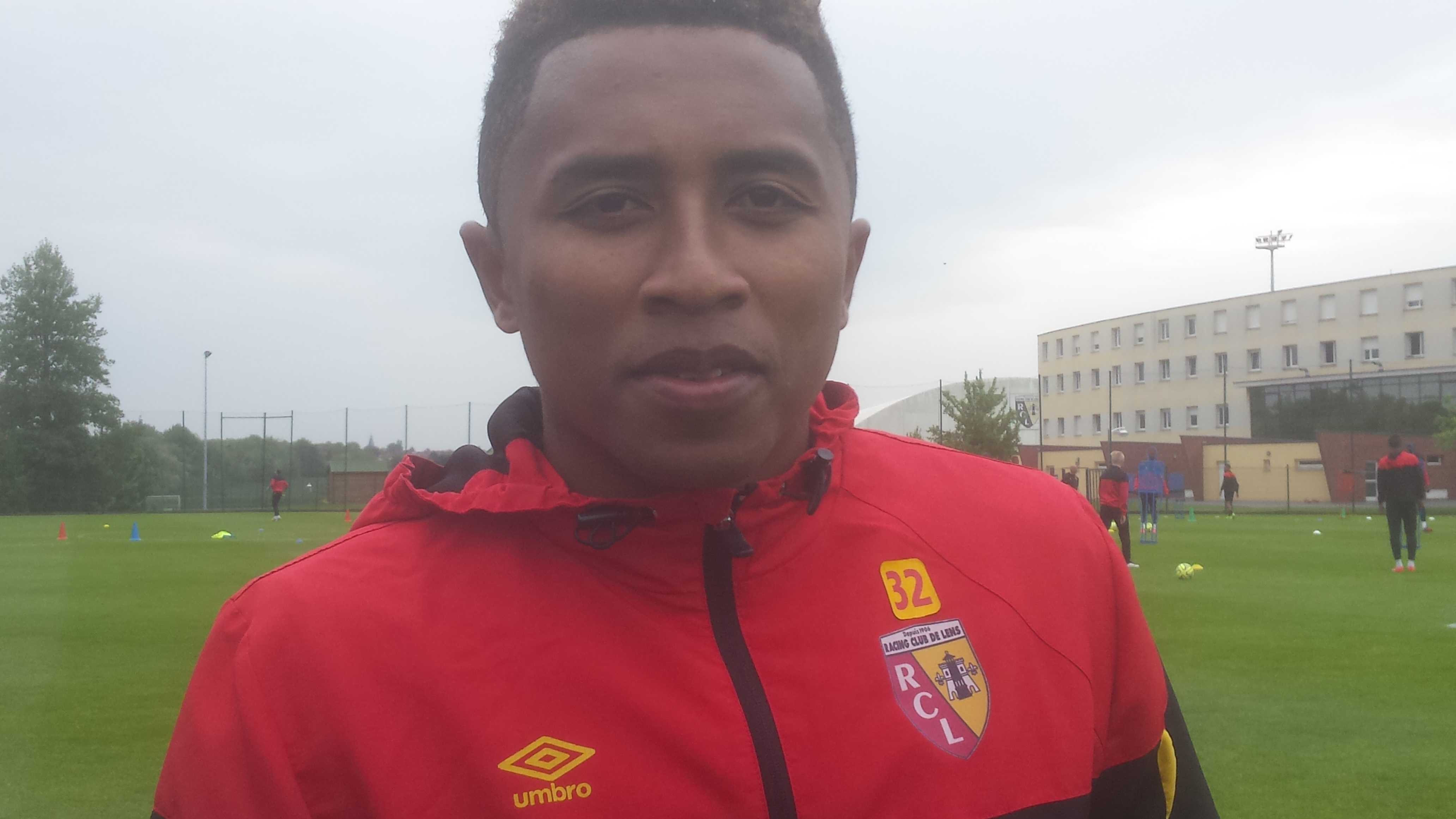
Lalaina avec Lens en 2015.

Malgré ce manque de compétition, Hervé Arsène convainc le géant voisin, le RC Lens, alors en Ligue 2, de recruter le latéral gauche malgache. Le 11 juin 2011, il y signe un contrat amateur d'un an pour évoluer avec l'équipe réserve en CFA. Il a cependant rapidement l'occasion de se frotter au monde professionnel, puisqu'il est appelé le 8 décembre 2011 par Jean-Louis Garcia, l'entraîneur de l'époque du RC Lens, dans le groupe professionnel pour un match amical face à Amiens SC. Il entre d'ailleurs en jeu, en remplacement de Ludovic Baal, blessé en première mi-temps, et prend ainsi part à la victoire des siens par 3 buts à 1.
Le 29 février 2012, il est appelé pour la première fois dans le groupe professionnel pour une rencontre officielle à l'occasion du déplacement du RC Lens à Laval en raison des suspensions de Ludovic Baal et de Zakarya Bergdich. Le 3 mars 2011, il est donc titulaire face au Stade lavallois et effectue la passe décisive sur le but de David Pollet qui permet à Lens de faire match nul 2 buts à 2. Il enchaîne alors les matchs avec l'équipe première et finit par être récompensé, le 17 mai 2012, par la signature d'un contrat professionnel de deux ans.
Le 23 novembre 2012, lors de la 15e journée de Ligue 2, en déplacement à Nîmes, il inscrit son premier but sous le maillot du RC Lens pour une victoire 2 buts à 1. Ses performances avec le club artésien lui permettent d'être désigné joueur lensois de l'année 2012 par le quotidien régional La Voix du Nord.
Le 5 novembre 2013, Lalaina Nomenjanahary et le RC Lens annoncent la prolongation du contrat du joueur jusqu'en 2016. Il a expliqué sa décision de prolonger par son envie de découvrir la Ligue 1 avec Lens.
Le 17 novembre 2013, il inscrit son premier doublé en professionnel en match officiel, à l'occasion du 7e tour de la Coupe de France de la saison 2013-2014, qui voit le RC Lens s'imposer face aux amateurs de l'AFC Creil à Beauvais sur le score de 5 buts à 0.
Le 24 août 2014, lors de la 3e journée de Ligue 1, face à l'Olympique lyonnais, il inscrit son premier but parmi l'élite du football français. Grâce à lui, les Lensois prennent l'avantage en début de partie après une contre-attaque menée par Yoann Touzghar qu'il conclut. Il permet au RC Lens d'inscrire son premier but, d'obtenir son premier succès et ses premiers points de la saison. Le 10 mai 2016, il annonce qu'il quitte le Racing Club de Lens, à la fin de la saison, n'ayant reçu aucune prolongation. Pour son dernier match avec cette équipe, il inscrit un but.

### Paris FC

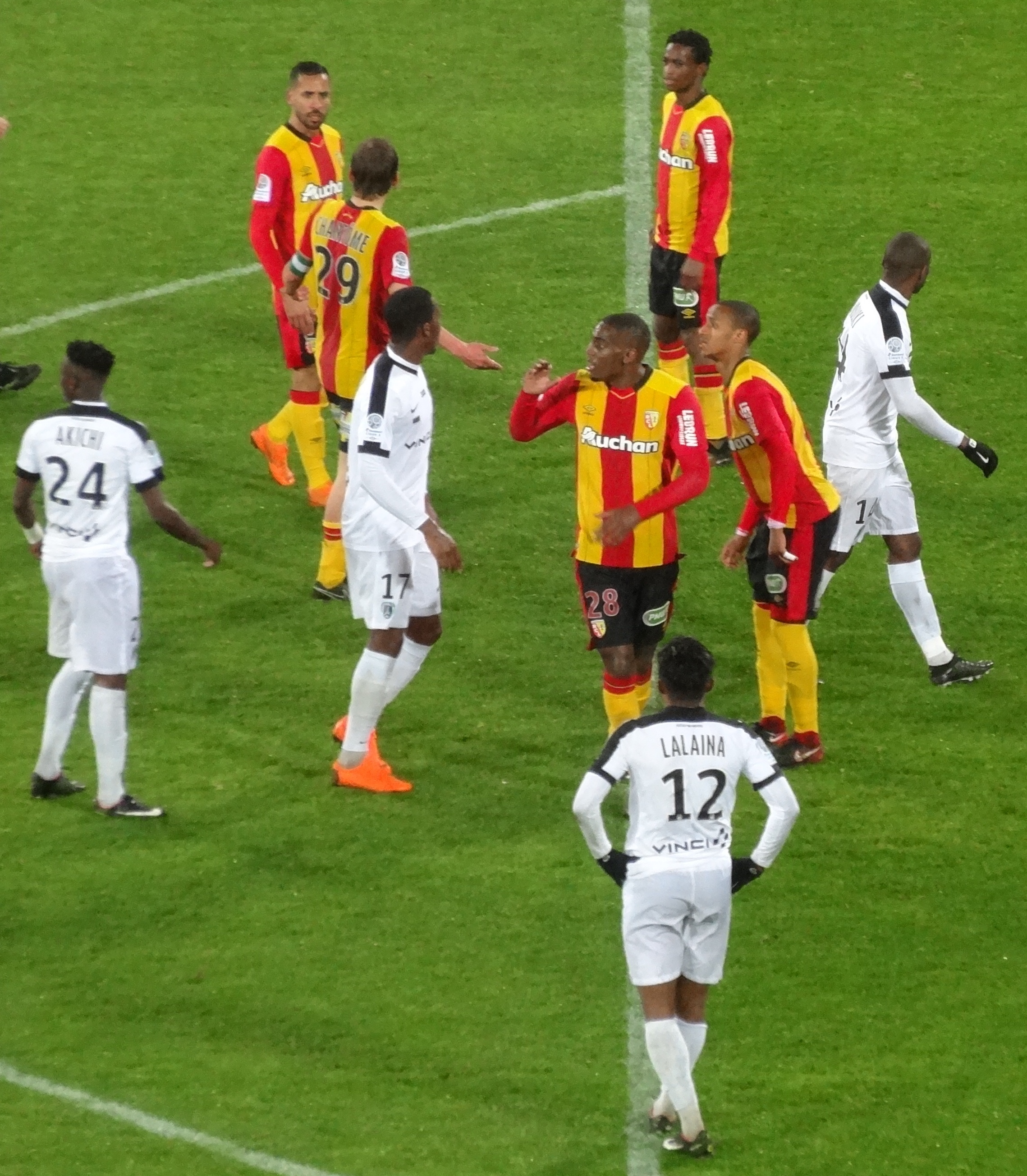
Lalaina (no 12 de dos) face à son ancienne équipe.

Lalaïna Nomenjanahary rejoint le Paris FC en septembre 2016, à l'âge de 30 ans, après la fin de son contrat avec le RC Lens.

Arrivé libre, il s’engage avec le club francilien, alors en Ligue 2, dans le cadre du renforcement de l’effectif. Fort d’une solide expérience acquise au sein du RC Lens et précédemment à l’AS Cannes, Nomenjanahary apporte au Paris FC sa polyvalence, notamment sur le côté gauche, ainsi qu’une forte implication dans le jeu. Il s’impose rapidement comme un titulaire régulier, se distinguant par son activité, sa discipline tactique et son professionnalisme. Entre 2016 et 2023, il dispute 133 matchs de championnat sous les couleurs du Paris FC, devenant ainsi l’un des joueurs les plus capés de l’histoire du club.

## Statistiques
| Saison                | Club                  | Championnat           | Championnat | Championnat | Coupe nationale | Coupe nationale | Coupe de la Ligue | Coupe de la Ligue | Madagascar | Madagascar | Total | Total |
| Saison                | Club                  | Division              | M.          | B.          | M.              | B.              | M.                | B.                | M.         | B.         | M.    | B.    |
| 2006                  | Ajesaia               | D1                    | -           | -           | -               | -               | -                 | -                 | 2          | 0          | 2     | 0     |
| 2007                  | Ajesaia               | D1                    | -           | -           | -               | -               | -                 | -                 | 13         | 2          | 13    | 2     |
| 2008                  | JS Saint-Pierroise    | D1P                   | 24          | 5           | -               | -               | -                 | -                 | 5          | 0          | 29    | 5     |
| 2009                  | Ajesaia               | D1                    | -           | -           | -               | -               | -                 | -                 | 1          | 0          | 1     | 0     |
| 2010                  | Saint-Pauloise FC     | D1P                   | 2           | 0           | -               | -               | -                 | -                 | -          | -          | 2     | 0     |
| 2010-2011             | CS Avion              | CFA                   | 9           | 0           | 1               | 0               | -                 | -                 | 3          | 0          | 13    | 0     |
| Sous-total            | Sous-total            | Sous-total            | 33          | 5           | 1               | 0               | -                 | -                 | 24         | 2          | 58    | 7     |
| 2011-2012             | RC Lens               | Ligue 2               | 2           | 0           | -               | -               | -                 | -                 | 2          | 0          | 4     | 0     |
| 2012-2013             | RC Lens               | Ligue 2               | 33          | 2           | 4               | 0               | 1                 | 0                 | -          | -          | 38    | 2     |
| 2013-2014             | RC Lens               | Ligue 2               | 33          | 4           | 4               | 2               | 1                 | 0                 | -          | -          | 38    | 6     |
| 2014-2015             | RC Lens               | Ligue 1               | 26          | 1           | -               | -               | -                 | -                 | -          | -          | 26    | 1     |
| 2015-2016             | RC Lens               | Ligue 2               | 27          | 1           | 1               | 0               | 1                 | 0                 | -          | -          | 29    | 1     |
| Sous-total            | Sous-total            | Sous-total            | 121         | 8           | 9               | 2               | 3                 | 0                 | 2          | 0          | 135   | 10    |
| 2016-2017             | Paris FC              | National              | 23          | 3           | -               | -               | -                 | -                 | -          | -          | 23    | 3     |
| 2017-2018             | Paris FC              | Ligue 2               | 36          | 2           | 1               | 1               | 2                 | 0                 | 2          | 0          | 41    | 3     |
| 2018-2019             | Paris FC              | Ligue 2               | 32          | 2           | -               | -               | -                 | -                 | 4          | 0          | 36    | 2     |
| 2019-2020             | Paris FC              | Ligue 2               | 21          | 0           | 1               | 0               | 1                 | 0                 | 8          | 3          | 31    | 3     |
| 2020-2021             | Paris FC              | Ligue 2               | 21          | 0           | -               | -               | -                 | -                 | 3          | 0          | 24    | 0     |
| Sous-total            | Sous-total            | Sous-total            | 133         | 7           | 2               | 1               | 3                 | 0                 | 17         | 3          | 155   | 11    |
| Total sur la carrière | Total sur la carrière | Total sur la carrière | 287         | 20          | 12              | 3               | 6                 | 0                 | 43         | 5          | 348   | 28    |

## Palmarès
- THB Champion's League (2) :
  - Champion : 2007, 2009 (avec l'Ajesaia)
- Supercoupe de Madagascar (2) :
  - Vainqueur : 2007, 2009 (avec l'Ajesaia)
- COSAFA CUP U20 (1) :
  - Vainqueur : 2005
- Coupe de Madagascar (1) :
  - Vainqueur : 2006 (avec l'Ajesaia)
- Meilleur joueur de THB Champion's League (1)
  - Vainqueur : 2007 (avec l'Ajesaia)
- Division 1 Promotionnelle de La Réunion (1) :
  - Champion : 2008 (avec la JS Saint-Pierroise)
- Ligue Régionale d'Analamanga (1) :
  - Champion : 2009 (avec l'Ajesaia)